# Vanastega
Vanastega is een geslacht van uitgestorven temnospondyle Batrachomorpha (basale 'amfibieën') uit het Midden-Trias binnen de familie Brachyopidae. Het is bekend uit de Cynognathus Assemblage Zone in Burgersdorp, Zuid-Afrika. 
Het geslacht bevat als enige soort de typesoort Vanastega plurimidens benoemd door Ross Damiani en James Kitching in 2003. De geslachtsnaam is een combinatie van het Latijn vanus, hier in de betekenis van 'delicaat', en het Grieks stegè, 'dak', een verwijzing naar het dunne schedeldak. De soortaanduiding is een combinatie van het Latijn plurimus, 'meervoudig' en dens, 'tand', een verwijzing naar de doorlopende rijen tanden op de verhemeltebeenderen en pterygoïden.
Het holotype BP/1/4004 is gevonden bij de farm Nooitgedacht in een laag die dateert uit het Anisien. Het bestaat uit een schedel met onderkaken. Het paratype is BP/1/5831, een linkeronderkaak.
Vanastega heeft een brede tongvormige kop met grote oogkassen.
De soort lijkt nauw verwant aan Vigilius.